# Pepita de Oliva

Pepita de Oliva, Lithographie von Eduard Kaiser, 1859

Pepita de Oliva (* 1830 in Málaga; † 1. März 1871 in Turin) war der Künstlername der spanischen Tänzerin Josefa Durán y Ortega.

## Leben

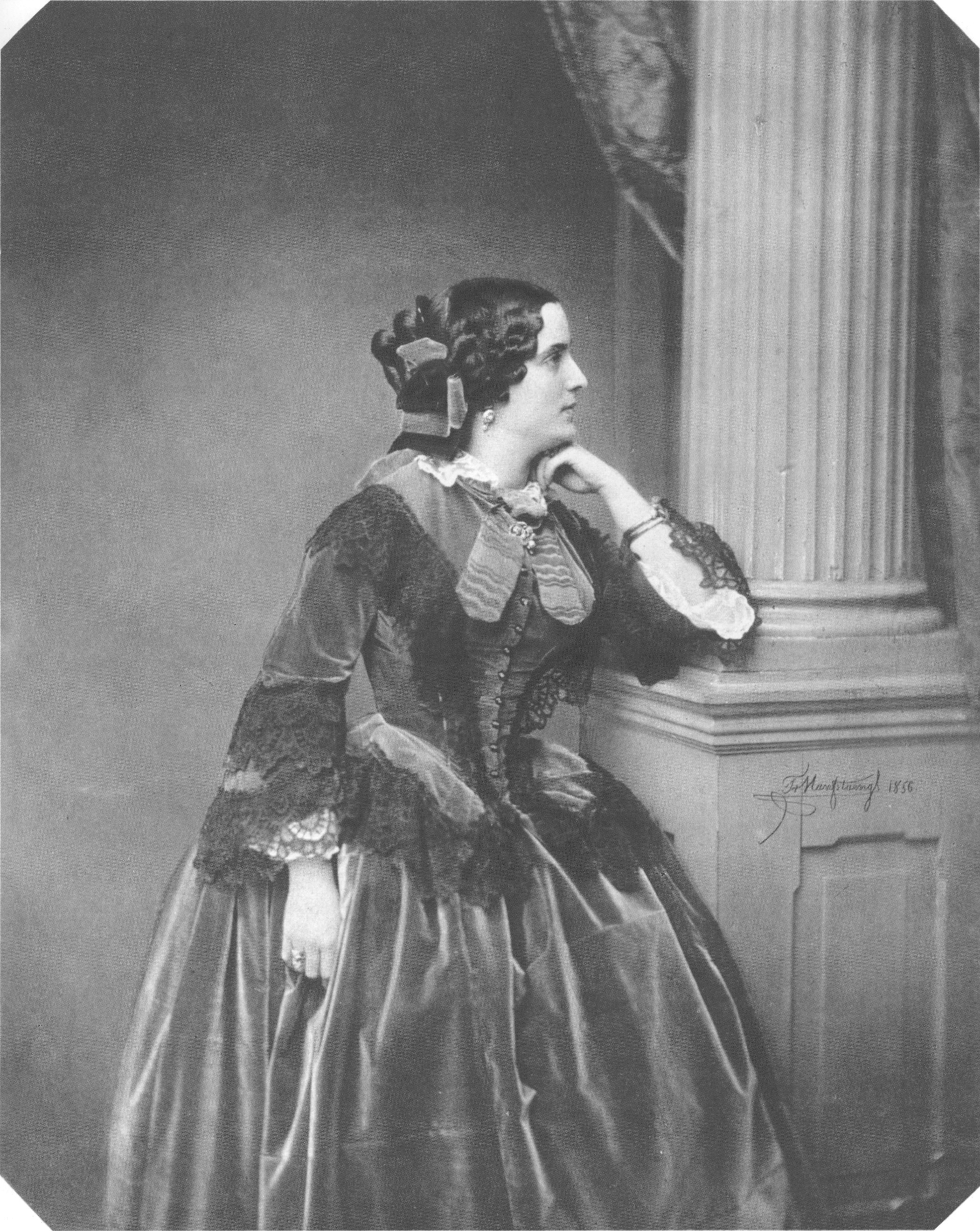
Pepita de Oliva, Fotografie von Franz Hanfstaengl, 1856

Pepita de Oliva wuchs in einfachen Verhältnissen auf. Sie wurde Mitglied des Ballettchors von Madrid, kam 1852 nach Deutschland und trat zuerst in Stuttgart mit Erfolg auf. Von Leipzig aus, wo sie ebenfalls Beifall erntete, gründete sich ihr Ruf, welcher durch ihr Auftreten in Berlin 1853 verfestigt und erweitert wurde. In der in Berlin erschienenen illustrierten Montagszeitung Berliner Feuerspritze wurde im Artikel Eine spanische Tänzerin die verführerische Ausstrahlung der Tänzerin satirisch gewürdigt (Abdruck im Kladderadatsch vom 27. März 1853: „Sie tanzte mit Castagnetten, denn Klappern gehört zum Handwerk, aber sie warnt nicht wie die Klapperschlange mit diesem Instrument, sondern sie zieht die armen Vögel, die durch ihre Blicke schon halb berückt sind, damit vollends in ihre Umschlingungen.“)
Während ihrer Berliner Zeit bewohnte sie ein Schlösschen am nördlichen Ende der Streitstraße, an der heutigen Hakenfelder Straße in Berlin-Hakenfelde (das spätere Restaurant „Waldschlösschen“, auch „Pepitas Ruh“ genannt). Sie tanzte seit dieser Zeit auf allen großen Bühnen Deutschlands sowie der Nachbarländer und war aufgrund ihres charakteristischen Tanzes und ihrer Persönlichkeit ausgesprochen erfolgreich. Sie ging dann nach München und trat ab Januar 1855 dort als auch in Augsburg auf, nach Abwesenheit im Frühling/Sommer dann wieder im Spätherbst 1855 in München, im Februar 1856 zum ersten Male als Fenella in Daniel-François-Esprit Aubers La muette de Portici auf.
Pepita de Oliva starb 1871 in Turin kurz nach der Geburt ihres siebten Kindes.

## Trivia
- Nach Pepita de Oliva wurde das Textilmuster Pepita benannt.
- In der Nähe von ihrem früheren Wohnort, an der Mertens- und Goltzstraße im Bezirk Spandau, trägt ein größerer Mietwohnungsbaukomplex mit 1024 Wohneinheiten den Namen Pepitahöfe. Die Stichstraße in dem Neubaugebiet trägt seit dem 1. Mai 2018 den Namen Pepitapromenade.
- Musikalisch wurde sie 1853 von Johann Strauß mit seiner Komposition Pepita-Polka gewürdigt.
- Diverse Lithografien bezeugen die Anmut der Tänzerin, z. B. von Paul Bürde im Jahr 1854.[5]
- Adolph von Menzel porträtierte sie mit einer Pastellzeichnung (Original in der Eremitage in St. Petersburg).
- Die Schriftstellerin Vita Sackville-West veröffentlichte einen Roman (Petita, 1937)[6] zu ihr, deren Mutter Victoria eine uneheliche Tochter Pepitas war.[7]